# Rio Cuvo-Queve
O rio Cuvo-Queve é um curso de água de Angola que faz parte da Vertente Atlântica. Sua nascente fica em Boas Águas, no município de Chicala-Choloanga, na província do Huambo, no Planalto Central de Angola, e sua foz fica no distrito de Pinda-Caputo (ou Foz do Queve), na periferia da cidade de Porto Amboim, no Cuanza Sul. Banha quase toda a extensão do Planalto do Amboim, sendo uma importante fonte piscícola, de água potável e de irrigação.
O rio é designado por Cuvo nas terras altas do Huambo e por Queve mais a jusante e perto da sua foz.